# Pietro Lalle Camponeschi
Pietro Lalle Camponeschi, auch als Petro Lallo Camponisco oder Pier Lallo Camponisco bekannt, (* in L’Aquila; † 7. Oktober 1490 ebendort) war ein italienischer Condottiere, Conte von Montorio und Vizekönig der Abruzzen.

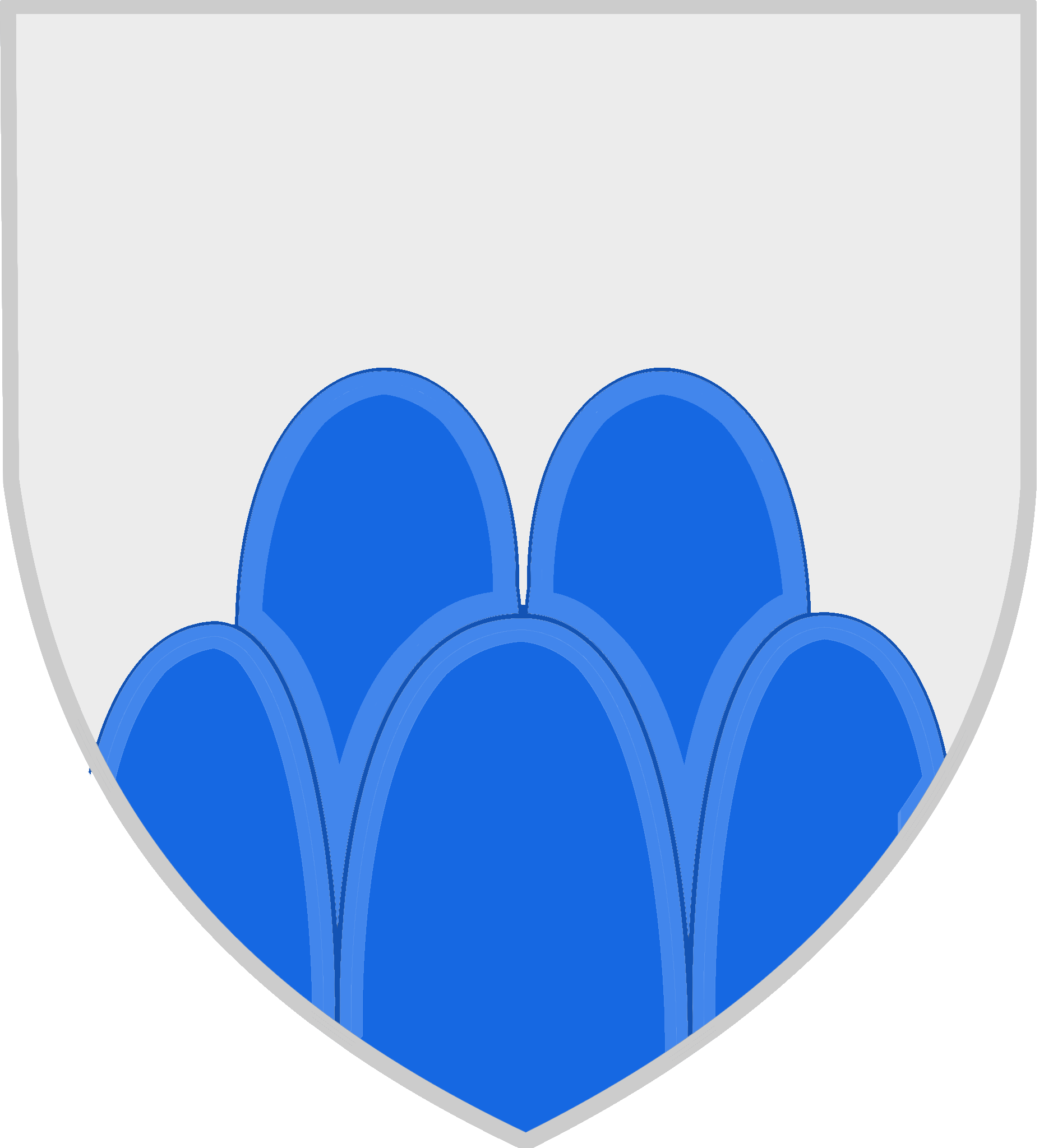
Wappen der Camponeschi

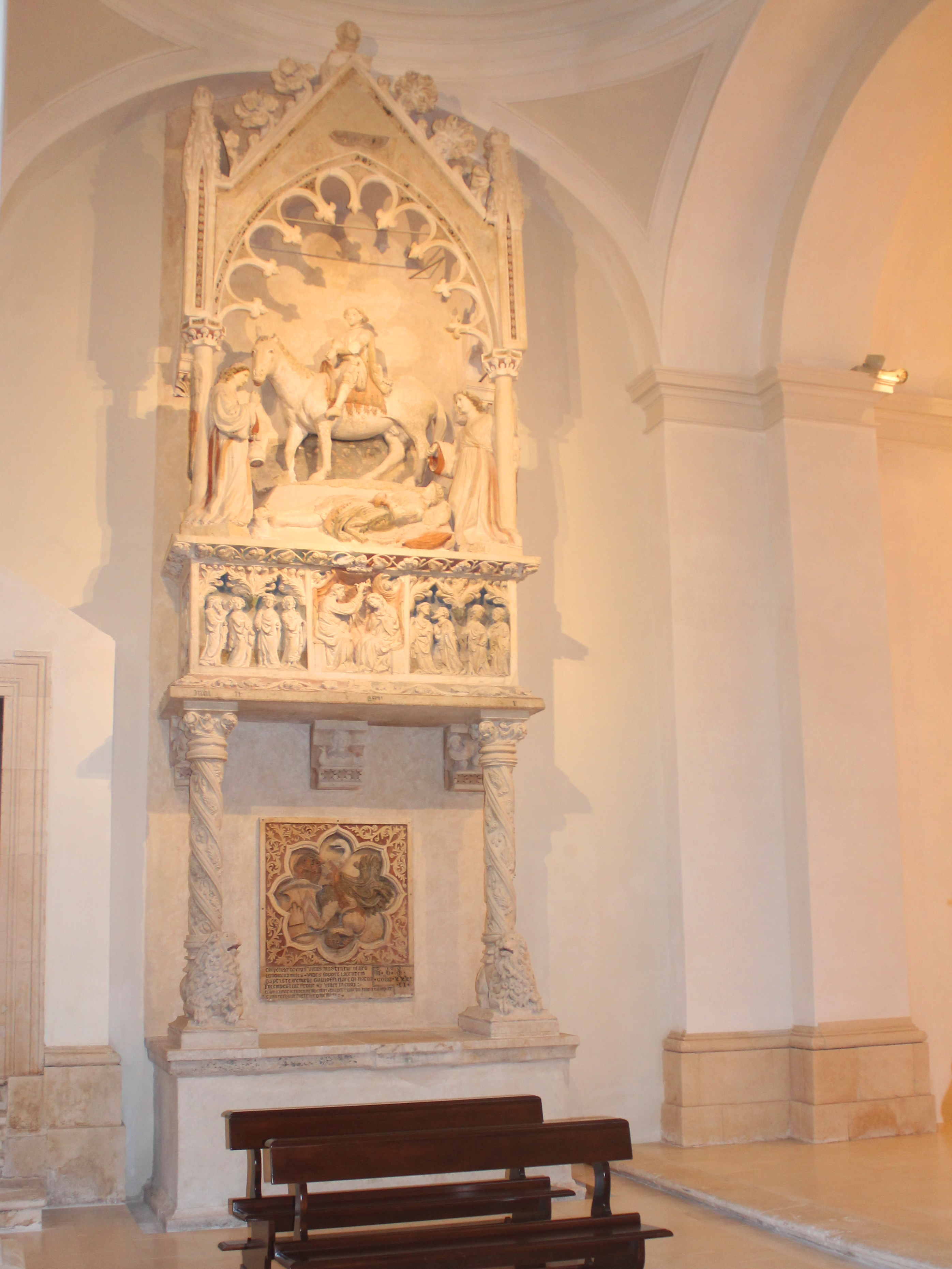
Grabdenkmal für Pietro Lalle Camponeschi in der Basilika von San Giuseppe Artigiano in L’Aquila

## Leben
Er wurde zu einem unbekannten Zeitpunkt als Sohn von Luigi (oder Ludovico) II. Camponeschi geboren und schlug eine militärische Laufbahn ein. Am 23. November 1457 erhielt er vom König des Königreichs Neapel, Alfons V. von Aragón, die Grafschaft Montorio und am 7. Oktober 1458 die Lehen Alanno, Catignano, Civitaquana (letzteres gehörte Antonuccio Camponeschi), Civitella Casanova, Nocciano und Pietranico.
Er rebellierte gegen den neuen König Ferdinand von Aragón, mit dem er sich nicht gut verstand, und stellte sich auf die Seite des Prätendenten Renatus von Anjou-Valois, der ihn am 6. Januar 1460 zum Vizekönig der Abruzzen ernannte. Im August 1463 schloss er Frieden mit Ferrante und übergab ihm die Stadt L’Aquila. Am 2. Juli 1476 traf der Offizier Antonio Ciccinello in L’Aquila ein, um Giovan Battista Camponeschi, den Neffen von Pietro Lalle, wegen seiner Verbrechen vor Gericht zu stellen. Am 7. September 1476 verließen Pietro Lalle und seine Frau Maria Pereira Noroña die Stadt, offiziell um der Hochzeit von Ferrantes Tochter mit Matteo von Ungarn beizuwohnen. Im Dezember kehrte er zurück und übernahm wieder die Kontrolle über die Gemeinde. In den folgenden Jahren bemühte er sich, die politische und wirtschaftliche Vormachtstellung, die die Stadt in jenen Jahren erlangt hatte, zu erhalten.
Die Missgunst des Herzogs von Kalabrien, Sohn von Ferdinand, wurde ihm 1485 zum Verhängnis: Er wurde mit vier Gesandten nach Chieti zitiert, verhaftet und im Castel Nuovo in Neapel eingekerkert. Mit dieser Maßnahme hoffte der neapolitanische Hof, den Widerstand L’Aquilas zu beenden. Die Anwesenheit Camponeschis bei den Verhandlungen, bei denen die Aquilaner die königlichen Forderungen zurückgewiesen hatten, hatte den Herzog von Kalabrien getäuscht. Er betrachtete L’Aquila als eine von einem Fürsten beherrschte Stadt und glaubte daher, dass sein Sturz die Stadt wieder unter die direkte Herrschaft des Herrschers bringen würde. Der neapolitanische Hof beschwerte sich auch darüber, dass Camponeschi die Stadt wie ein Eigentum behandelte, das nicht dem König gehörte, dass er sich in die unparteiische Rechtsprechung der städtischen Gerichte einmischte und die Eintreibung der königlichen Steuern in L’Aquila behinderte. Außerdem wurde er wiederholt beschuldigt, gegen den König zu intrigieren. Der neapolitanische Hof schickte Cicinello in die Stadt zurück, aber die Einwohner, die nicht in den königlichen Besitz übergehen wollten, wandten sich gegen ihn und töteten ihn. Nachdem er sich mit dem Herrscher über die Übergabe der Stadt an den königlichen Staat geeinigt hatte, wurde Pietro Lalle freigelassen und kehrte nach L’Aquila zurück, das nun unter der Kontrolle des Kirchenstaates stand. Obwohl er geheime Kontakte zu den königlichen Anhängern unterhielt, arbeitete er mit dem päpstlichen Regime in L’Aquila zusammen.
Am 5. Juni 1486 griff er unter der Banner der Kirche Cittaducale an, musste aber die Belagerung abbrechen, da sich die rivalisierende Fraktion der Gaglioffi in L’Aquila gegen ihn wandte und seine Verwandten Odoardo und Riccardo Camponeschi tötete. Dieses Ereignis bedeutete das Ende der Zusammenarbeit zwischen Camponeschi und dem päpstlichen Regime in L’Aquila. Am 25. Juni verließ er mit seiner Familie die Stadt und zog sich unter den Schutz seines Schwiegersohns Restaino Cantelmo, Graf von Popoli, nach Fontecchio zurück. Am 10. Oktober kehrte er an der Spitze des neapolitanischen Heeres zurück, rächte sich an den Gaglioffi und brachte die Stadt wieder unter die Kontrolle des Herrschers.
Pietro Lalle Camponeschi erkrankte 1489 und starb am 7. Oktober 1490 in L’Aquila. Er wurde in der Basilika San Giuseppe Artigiano beigesetzt, wo sich noch heute sein Grabmal des Bildhauers Gualtiero d’Alemagna befindet.

## Nachkommen
Pietro Lalle Camponeschi heiratete Maria Pereira Noroña, mit der er vier Töchter hatte:
- Vittoria, die zunächst Ludovico Franchi, den späteren Grafen von Montorio, und dann Giovanni Antonio Carafa heiratete, von dem sie Gian Pietro Carafa, den späteren Papst Paul IV. hatte
- Diana († 1482),  die Restaino Cantelmo, Graf von Popoli, heiratete
- Chiara, verheiratet mit dem Condottiere Restaino Caldora[3]
- Ginevra, die Luigi di Capua, 8. Graf von Altavilla heiratete
- Beatrice, die im Kindesalter starb.